# Armin Meiwes
Armin Meiwes (* 1. prosince 1961) je německý kanibal a vrah. Proslul tím, že při setkání na základě inzerátu, podaného na Internetu, zabil a snědl muže. Tímto případem se inspirovala německá industriální metalová skupina Rammstein v písni Mein Teil a také rocková skupina, zhudebňující podobné případy, SKYND v písni Armin Meiwes.

## Meiwesův případ
Meiwes uveřejnil na internetovém fóru "Cannibal Cafe" (Kavárna Kanibalů) inzerát „Hledám dobře stavěného osmnáctiletého až třicetiletého muže na porážku.“ Na inzerát mu odpověděl homosexuál Bernd Brandes, který pocházel z Berlína a pracoval jako vývojář počítačových čipů u firmy Siemens.[zdroj⁠?!]

## Bernd Jürgen Armando Brandes
Bernd Brandes se narodil do rodiny uznávaného lékaře a anestezioložky v Berlíně. Když bylo Berndovi 5 let, jeho matka udělala profesní chybu, jejímž následkem zemřel pacient. Neustále si to vyčítala a tak rodina odjela na ostrov Sylt na krátkou dovolenou, aby se dala opět do pořádku. Paní Brandesová ovšem během dovolené při cestě autem najela do stromu a náraz nepřežila. Otec nechtěl věřit tomu, že se jednalo o autonehodu a byl si jistý, že to byla sebevražda. Dále už o smrti manželky se svým synem nemluvil. Ten si postupně vytvořil svoji vlastní verzi události a začal se ze smrti své matky obviňovat.
Berndův otec se postupem času opět oženil a i malý Bernd Brandes vycházel se svojí nevlastní matkou dobře. Ve škole neměl Brandes také žádné problémy, po maturitě začal studovat Technickou univerzitu v Berlíně, po jejímž úspěšném absolvování začal pracovat u firmy Siemens jako vývojář počítačových čipů.
Po několika vztazích se ženami se se svojí poslední přítelkyní rozešel, protože si uvědomil, že je homosexuál.
Od 5. února 2001 byl Brandes v kontaktu s Meiwesem, kterého poznal přes internetovou stránku Canibal Cafe, určenou pro ty, jenž chtějí ochutnat lidské maso, nebo naopak - být snědeni. Bernd Brandes chtěl z tohoto světa úplně zmizet a nezanechat po sobě jedinou vzpomínku ani stopu. Vyčítal si svou neustále rostoucí potřebu sexu a trpěl pravděpodobně vorerafilií, což je sexuální vzrušení z kanibalismu. Napsal závěť, ve které odkázal svůj majetek svému příteli, Renemu Jasnikovi, vzal si v práci den volna a zmizel.
Setkali se 9. března 2001 v Meiwesově domě v Rothenburgu nad Fuldou. Meiwes napřed uřízl Brandesovi penis, který pak společně zkonzumovali usmažený se solí, pepřem a česnekem. Poté Meiwes Brandesovi dal velkou dávku alkoholu a analgetik. Po několika hodinách řekl Brandes Meiwesovi, že až upadne do bezvědomí, tak ať ho Meiwes zabije. Tak to Meiwes i udělal. Jeho tělo pak uchovával v mrazáku a postupně ho pojídal. Celou vraždu si natočil videokamerou, video ale nebylo nikdy zveřejněno.
Meiwes byl zatčen v prosinci 2002 poté, co se na Internetu pokusil vyhledat další oběti. Později byl odsouzen za zabití (nikoli za vraždu, vzhledem k souhlasu jeho oběti s usmrcením) a odsouzen na osm a půl roku vězení. Případ vzbudil značnou pozornost médií (na jeho základě byla například napsána píseň Mein Teil od skupiny Rammstein, nebo píseň Eaten od skupiny Bloodbath). V srpnu 2005 však byl proces na žádosti státního zástupce obnoven a Meiwes byl 9. května 2006 ve Frankfurtu za vraždu odsouzen k doživotnímu vězení.  Meiwes ve vězení napsal svoji autobiografii. 
Mimo jiné z případu vyplynulo, že existuje řada webových stránek, zabývajících se seznamováním osob, které si přejí zabíjet a být zabiti, Meiwes sám prohlásil, že věří, že v Německu existuje asi osm set kanibalů.